# یاوورک
یاوورک (به چکی: Javůrek) یک منطقهٔ مسکونی در جمهوری چک است که در ناحیه برنو-تسوونتری واقع شده‌است. یاوورک ۱۰٫۲۹ کیلومتر مربع مساحت و ۲۵۷ نفر جمعیت دارد و ۴۷۴ متر بالاتر از سطح دریا واقع شده‌است.